# آبراهام پاشا
آبراهام پاشا  (ارمنی: Աբրահամ փաշա؛ انگلیسی: Abraham Pasha؛  (تولد ۱۸۳۳ – مرگ ۱۹۱۸) دیپلمات ارمنی‌تبار اهل امپراتوری عثمانی بود.

## زندگی‌نامه
آبراهام پاشا فرزند یک خانواده بانکدار ارمنی، از دوستان نزدیک سلطان عبدالعزیز بود. او به راحتی به زبان‌های ترکی، عربی و فرانسه صحبت می کرد و از چهره های برجسته جامعه عالی پرا در استانبول بود.